# ホーリーブル
ホーリーブル (Holy Bull) とはアメリカ合衆国の競走馬である。トラヴァーズステークスなどG1競走を6勝し、1990年代のアメリカ競馬を代表する名馬の一頭に数えられる。1994年にエクリプス賞年度代表馬および最優秀3歳牡馬を受賞。2001年にアメリカ競馬の殿堂入りしている。
馬名「ホーリーブル」はアメリカ英語のスラングで、本馬の最初の馬主がファンだったニューヨーク・ヤンキースの名物解説者・フィル・リズートが多用した感嘆語「Holy Cow!（すげえ!）」が語源である。しかし「Cow」は雌牛の意味であるので、ホーリーブルの性別に合わせ「Bull（雄牛）」と改変された。

## 戦績
父グレートアバブは、母が殿堂入りの名牝タウィー、母の半兄に稀代の快速馬ドクターフェイガーがいるという良血馬だが、競走成績は63戦13勝とタフさを発揮するも勝ち鞍はG3までにとどまり種牡馬としてはそれほど注目される存在ではなかった。母シャロンブラウンも血統、成績ともに目立つところはなく、ホーリーブルは血統的には二流、三流のサラブレッドだった。
ホーリーブルの初戦は1993年8月14日だったが、この当日の朝、最初の馬主であるレイチェル・カーペンターが死去する。その数時間後にメイドン（新馬・未勝利戦）でデビューを迎えたホーリーブルは、2馬身半差でこれに勝利した。その後ホーリーブルは管理調教師のウォーレン・クロール・ジュニアに遺贈された。この年4戦4勝。3戦目のフューチュリティステークス (G1) ではこの年のエクリプス賞最優秀2歳牡馬となるデヒアを下して優勝した。
1994年は1月のハッチスンステークス (G2) から始動し優勝。次に出走したファウンテンオブユースステークス (G2) でデヒアに敗れ連勝は5でストップするが、フロリダダービー (G1) 、ブルーグラスステークス (G2) を連勝。大本命としてケンタッキーダービーへと駒を進める。だがここでスタートに失敗し得意の逃げを打てずに12着と大敗を喫してしまう。ここでクラシック戦線から外れ、メトロポリタンハンデキャップ (G1) に出走。古馬との初対戦となったが、この年のブリーダーズカップ・スプリントを制するチェロキーラン以下に5馬身半差をつけ優勝すると、9月のウッドワードステークスまでG1競走4つを含む5連勝。その間にこの年のブリーダーズカップ・クラシックの1、2着となるコンサーンとタバスコキャットに勝利したほか、ケンタッキーダービー馬ゴーフォージンに雪辱を果たした。この年10戦8勝、うちG1競走5勝という成績でエクリプス賞年度代表馬、最優秀3歳牡馬のタイトルを受賞し、フリーハンデキャップでは、2位コンサーンに6ポンドの差を付けて全世代中最高評価となる130ポンドの評価を受けた。
1995年は初戦の準重賞を快勝したが、次に臨んだドンハンデキャップ (G1) で競走中に故障を発生し競走中止、同競走を最後に競走馬引退が決まった。なおこのときの優勝馬は、このあとサイテーションに並ぶ16連勝を達成するシガーであり、ホーリーブルとはこれが最初で最後の対戦となった。

### 年度別競走成績
- 1993年（4戦4勝）
  - フューチュリティステークス (G1)  [1]
- 1994年（10戦8勝）
  - フロリダダービー (G1) [1]、メトロポリタンハンデキャップ (G1)  [1]、ハスケル招待ハンデキャップ (G1)  [1]、トラヴァーズステークス (G1)  [1]、ウッドワードステークス (G1)  [1]、ハッチスンステークス (G2) 、ブルーグラスステークス (G2)  [1]、ドワイヤーステークス (G2)  [1]
- 1995年（2戦1勝）

## 競走馬引退後
競走馬引退後の1996年からジョナベルファームで種牡馬となり、自身が敗れたケンタッキーダービーを制したジャコモ、ブリーダーズカップ・ジュヴェナイルを制したマッチョウノなどを輩出して種牡馬としても成功を収めた。
2001年にアメリカ競馬殿堂入りし、その名を冠したG3競走「ホーリーブルステークス」が創設された。
2012年をもって種牡馬を引退。ジョナベルファームにて余生を送っていたが、2017年6月7日に26歳で老衰により安楽死処分がなされた。

### おもな産駒
※記載競走はG1
- ジャコモ/Giacomo（ケンタッキーダービーなど重賞2勝）
- マッチョウノ/Macho Uno（グレイブリーダーズカップステークス、ブリーダーズカップ・ジュヴェナイルなど重賞4勝）
- コンフェッショナル/Confessional（フリゼットステークスなど重賞3勝）
- ポハヴ/Pohave（トリプルベンドブリーダーズカップ招待ハンデキャップなど重賞2勝）
- ビショップコートヒル/Bishop Court Hill（カーターハンデキャップなど重賞2勝）
- フラッシーブル（英語版）/Flashy Bull[1]（スティーブンフォスターハンデキャップなど重賞2勝）
- ウォークアップドリーミン/Woke Up Dreamin（重賞2勝）
- ターンオブザセンチュリー/Turnofthecentury（重賞1勝）
- エスティムラール/Estimraar（重賞1勝）

### ブルードメアサイアーとしての産駒
G1勝ち馬のみ。
- Caravaggio（父Scat Daddy、フェニックスステークス・コモンウェルスカップ）

## 血統表
| ホーリーブルの血統（ヒムヤー系／Mahmoud 4×5=9.38%） | ホーリーブルの血統（ヒムヤー系／Mahmoud 4×5=9.38%） | ホーリーブルの血統（ヒムヤー系／Mahmoud 4×5=9.38%） | （血統表の出典）  | （血統表の出典） |
| 父 Great Above 1972 黒鹿毛                          | 父の父Minnesota Mac 1964 鹿毛                       | Rough'n Tumble                                      | Free for All      | Free for All     |
| 父 Great Above 1972 黒鹿毛                          | 父の父Minnesota Mac 1964 鹿毛                       | Rough'n Tumble                                      | Roused            |                  |
| 父 Great Above 1972 黒鹿毛                          | 父の父Minnesota Mac 1964 鹿毛                       | Cow Girl                                            | Mustang           | Mustang          |
| 父 Great Above 1972 黒鹿毛                          | 父の父Minnesota Mac 1964 鹿毛                       | Cow Girl                                            | Ate               |                  |
| 父 Great Above 1972 黒鹿毛                          | 父の母Ta Wee 1966 黒鹿毛                            | Intentionally                                       | Intent            | Intent           |
| 父 Great Above 1972 黒鹿毛                          | 父の母Ta Wee 1966 黒鹿毛                            | Intentionally                                       | My Recipe         |                  |
| 父 Great Above 1972 黒鹿毛                          | 父の母Ta Wee 1966 黒鹿毛                            | Aspidistra                                          | Better Self       | Better Self      |
| 父 Great Above 1972 黒鹿毛                          | 父の母Ta Wee 1966 黒鹿毛                            | Aspidistra                                          | Tilly Rose        |                  |
| 母 Sharon Brown 1980 芦毛                           | 母の父Al Hattab 1966 芦毛                           | The Axe                                             | Mahmoud           | Mahmoud          |
| 母 Sharon Brown 1980 芦毛                           | 母の父Al Hattab 1966 芦毛                           | The Axe                                             | Blackball         |                  |
| 母 Sharon Brown 1980 芦毛                           | 母の父Al Hattab 1966 芦毛                           | Abyssinia                                           | Abernant          | Abernant         |
| 母 Sharon Brown 1980 芦毛                           | 母の父Al Hattab 1966 芦毛                           | Abyssinia                                           | Serengeti         |                  |
| 母 Sharon Brown 1980 芦毛                           | 母の母Agathea's Dawn 1970 芦毛                      | Grey Dawn                                           | Herbager          | Herbager         |
| 母 Sharon Brown 1980 芦毛                           | 母の母Agathea's Dawn 1970 芦毛                      | Grey Dawn                                           | Polamia           |                  |
| 母 Sharon Brown 1980 芦毛                           | 母の母Agathea's Dawn 1970 芦毛                      | Agathea                                             | I Will            | I Will           |
| 母 Sharon Brown 1980 芦毛                           | 母の母Agathea's Dawn 1970 芦毛                      | Agathea                                             | Alxanth F-No.16-a |                  |

- 3代父Rough'n Tumbleと3代母(父母母)Aspidistraの産駒に、名馬ドクターフェイガーがいる。